# Der Hermelinmantel
Der Hermelinmantel ist ein deutsches Stummfilmlustspiel aus dem Jahr 1915 mit Maria Carmi in der Hauptrolle.

## Handlung
Gräfin Elvira Hochheimer feiert am heutigen Tage ihren Geburtstag. Zahlreiche Verehrer haben zu diesem Anlass ihr bereits frühmorgendlich Blumen übersandt, nur ihr eigener Gatte hat sie vergessen und ist stattdessen frühzeitig aus dem Hause gegangen, um mit zwei Freundinnen, Lory und Leonore, Namenstag zu feiern. Zunächst führt sein Weg in einen Modesalon, wo er einen Hermelinmantel für Leonore bestellt hat. Das gute Stück ist so gut wie fertig, nur möchte der Salonbetreiber es als Dekoration noch für kurze Zeit in seinem Schaufenster ausstellen. Der Graf hat nichts dagegen. Währenddessen macht Elvira zu ihrem Festtag eine Spazierfahrt in den Stadtpark, wo sie mit Fernando de Vargas auf einen weiteren glühenden Verehrer trifft. Als dieser fragt, womit er ihr denn eine Freude bereiten könnte, erwidert Madame – ganz unbescheiden – dass sie soeben während der Spazierfahrt einen Hermelinmantel in der Auslage eines Modesalons gesehen habe…
Fernando eilt zu dem Salon, muss aber zu seinem Bedauern vom Eigentümer erfahren, dass das gute Stück bereits verkauft sei. Der Graf fährt wenig später ebenfalls vor, um nun den Hermelinmantel abzuholen und jenen seiner Freundin Leonore zum Geschenk zu machen. Doch als er bei ihr ankommt, hat die junge Künstlerin gerade eine Szenenprobe mit einem Tenor. Die gräfliche Eifersucht kocht über, und Monsieur begibt sich hastigen Schrittes zu der anderen Freundin, Lory. Auch bei ihr meint er, die junge Frau bei einer „Untreue“ erwischt zu haben, und so schenkt er wutentbrannt den Mantel der für die Hermelin-Anprobe mitgekommenen Salonangestellten. Die führt ihr Prachtstück noch am selben Abend mit stolzgeschwellter Brust aus, als sie mit ihrem Freund einen Ball besucht. Ein so junges Mädchen mit einem derart teuren Mantel sorgt natürlich für reichlich Aufmerksamkeit. 
Erst abends kehrt Graf Horchheimer wieder nach Hause. Zu jener Zeit lauscht seine Holde ganz versonnen den Lesungen des anwesenden Dichters Heinz Lobegold. Ehe der eifersüchtige Göttergatte die Anwesenheit eines fremden Mannes in ihrem gräflichen Salon bemerken kann, sieht Elvira zu, dass Lobegold das Weite sucht und auch findet. Dem Grafen fällt nun das Blumenmeer in seinem Haus auf, und ihm wird schmerzlich klar, dass er den Geburtstag seiner Gattin glatt vergessen hat. Nun sucht er händeringend eine Ausrede für seinen Fauxpas und behauptet kackfrech, dass er die ganze Zeit lediglich auf der Suche nach einem für diesen Jubeltage angemessenen Geschenk gewesen sei. Er behauptet, dass er auch etwas gefunden haben: einen Hermelinmantel! Madame ist hoch erfreut, und der gräfliche Filou begibt sich in Windeseile auf die Suche nach dem Ladenfräulein, um ihr den Mantel wieder abzuknöpfen. Auf dem Ball wird er schließlich fündig. Gegen ein ordentliches Sümmchen kauft der Graf sein einstiges Eigentum wieder zurück und kann seine Ehefrau mit diesem Geschenk beglücken.

## Produktionsnotizen
Der Hermelinmantel entstand im Bioscop-Atelier in Neubabelsberg und erlebte seine Uraufführung im September 1915 im Berliner Mozartsaal. Die Länge des Dreiakters betrug 1093 Meter. 
Die Bauten stammen aus der Hand von Robert A. Dietrich.

## Kritik
„Eine wohlgelungene Komödie, die von Karl Vollmoeller verfaßt und von Schmidthässler inszeniert ist. Wir sehen in diesem Bilde Maria Carmi als Gräfin Elvira, das ihrer vornehmen Art prächtig angepaßt ist.“